# Забайкальск (станция)
Забайка́льск — станция Читинского региона на Южном ходе Забайкальской железной дороги в 6660 километрах от Москвы. 
Транзитная пограничная станция. Является крупнейшим по грузопотоку и пассажиропотоку местом стыкования железных дорог России и Китая. Международный железнодорожный пункт пропуска «Забайкальск» Пограничного управления ФСБ России по Бурятии и Забайкальскому краю.
Расположена в посёлке городского типа Забайкальске, административном центре Забайкальского района Забайкальского края.

## Дальнее следование по станции

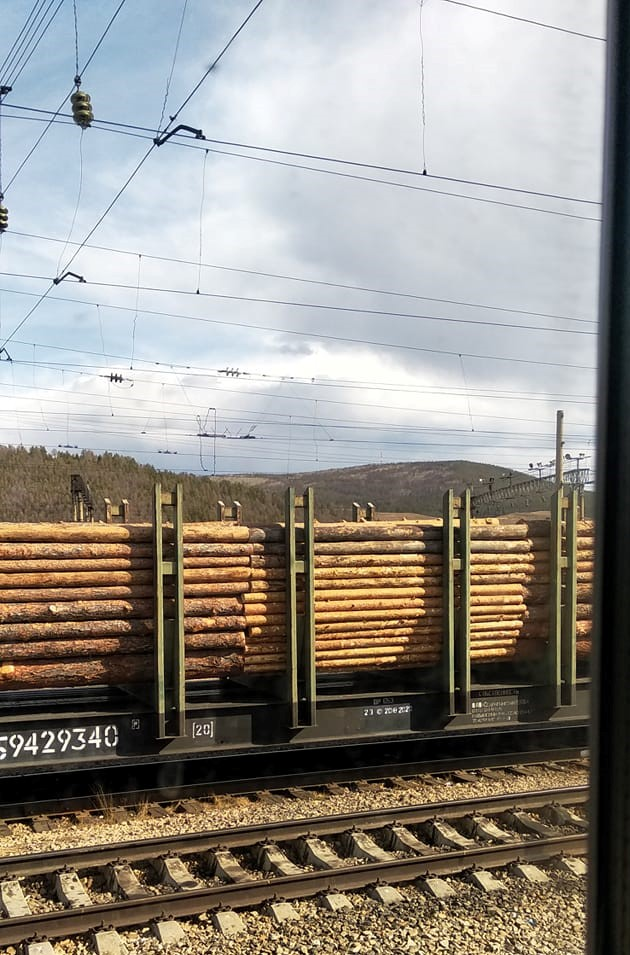
Железнодорожный состав с лесом на станции Забайкальск

По состоянию на декабрь 2017 года через станцию проходят следующие поезда дальнего следования:
| № поезда       | Маршрут движения         | № поезда       | Маршрут движения         |
| -------------- | ------------------------ | -------------- | ------------------------ |
| 19 "Восток"    | Пекин — Москва           | 20 "Восток"    | Москва — Пекин           |
| 319            | Пекин — Чита             | 320            | Чита — Пекин             |
| 321 "Баргузин" | Забайкальск — Иркутск    | 322 "Баргузин" | Иркутск — Забайкальск    |
| 653            | Забайкальск — Маньчжоули | 654            | Маньчжоули — Забайкальск |
| 683            | Забайкальск — Борзя      | 684            | Борзя — Забайкальск      |

Пригородное сообщение по линии Тарская — Забайкальск на участке Ясная — Забайкальск отсутствует.